# ソフトボール
ソフトボール（英: Softball）は、野球と似た球技。野球から派生したスポーツであるが、野球とは投球方法、競技場の規定、使用球、ルールなどが大きく異なっており、野球と比較して狭い土地でも行うことができる。野球が盛んなアメリカや日本などをはじめとする国々で女性を中心に行われている。国際競技連盟は世界野球ソフトボール連盟（WBSC）、かつては国際ソフトボール連盟（ISF）。日本では塁球（るいきゅう）とも呼ばれる。

## 概要
野球と同じく、2つのチームが攻撃と守備を交互に繰り返して得点を取り合い、得点数の多いか少ないかに基づいて勝敗を競う競技である。点数の多いチームが勝利を手に入れる。
1チーム9人ずつ（DP（指名選手）制を採用する場合は10人）で構成された2チームが守備側と攻撃側に分かれ、守備側の投手が投げたボールを攻撃側の打者がバットで打ち、設置された4つのベース（塁）を反時計回りに進み、一周することで得点を得る。両チームは攻撃と守備をそれぞれ交互に7回ずつ行い、その間に挙げた得点の多さを競う。
4つのベースは、それぞれ一塁（ファーストベース）、二塁（セカンドベース）、三塁（サードベース）、本塁（ホームベース）と呼ばれる。なお、大会やリーグによってルールの細部に相違点がある場合がある。例えば、あらかじめ定めた得点数差以上の一方的展開になった場合に途中で試合を打ち切るコールドゲームの規定などに違いがあり、それぞれの環境に最適と考えられる制度を採用している。

## 歴史

### ソフトボールの成立
1887年、アメリカのイリノイ州シカゴにおいてジョージ・ハンコックが冬季に野球を練習するためのスポーツとして考案した。当時は屋内で行われていたためインドア・ベースボールと呼ばれていたが、1920年頃には屋外でも行われるようになりプレーグラウンド・ボールと呼ばれた。1926年にコロラド州アマチュアソフトボール協会が設立されたのを機にソフトボールという名称が広まっていった。
1933年のシカゴ万国博覧会と併催で史上初の全国アマチュアソフトボール大会が開催され、直後に現在のUSAソフトボール（USAS）の前身となるアマチュアソフトボール協会（ASA）が設立された。1934年にはソフトボールの統一ルールが作られた。

### 世界のソフトボールの歴史
1952年に国際ソフトボール連盟（ISF）が設立され、1965年に初めての世界選手権（現・ワールドカップ）が開催された。1996年アトランタオリンピックからは女子ソフトボールがオリンピックの正式種目として採用された。
2008年の北京オリンピックを最後に、ソフトボールは野球と共にオリンピック競技から除外された。「野球・ソフトボール」としてのオリンピック競技復帰を目指すため、2013年に国際ソフトボール連盟（ISF）は国際野球連盟（IBAF）と統合され、世界野球ソフトボール連盟（WBSC）が成立した。

### 日本のソフトボールの歴史
日本における最初のソフトボールは、1921年（大正10年）アメリカ留学から帰国した東京高等師範学校教授の大谷武一や石黒寅次によって、学校体操科の遊戯として紹介されたことにはじまる。1927年（昭和2年）には正式に学校体育の種目に採用された。石黒寅次は、日本初の国際審判員であり、昭和天皇からの勲章をはじめ、総理大臣からも数々の賞を授与された。
第二次世界大戦後、連合国軍最高司令官総司令部（GHQ）は女性解放政策の一環としてソフトボールの普及を推進。1946年（昭和21年）には大阪府で講習会が開かれたほか、日本初の大会が大阪府下の12校の女子チームによって開催された。
1949年（昭和24年）、全日本軟式野球連盟（JSBB）から分離独立する形で日本ソフトボール協会（JSA）が設立。同年、第1回全日本女子ソフトボール選手権大会が開催された（男子大会は1955年）。1952年（昭和27年）には国際ソフトボール連盟（ISF）に加盟。
1968年（昭和43年）に女子ソフトボールによる日本リーグが開幕（男子リーグは1972年）。1970年（昭和45年）、第2回世界女子ソフトボール選手権を大阪市で開催して、日本代表は世界選手権初優勝。
2008年（平成20年）の北京オリンピックで日本代表がオリンピック初優勝。2021年（令和3年）、東京オリンピックで同大会2連覇を達成。
2022年（令和4年）、日本リーグの上位リーグに相当する女子ソフトボールの国内最上位リーグとしてJDリーグが創設された。

## ルール

### ファストピッチルール
投手は打者に対して下手投げでボールを投げる。この際、手首が必ず体側線を通過していなくてはならない。腕を風車のように1回転させて投げるウィンドミル投法が有名。腕を後ろに振り上げてから投げ下ろすスリングショット投法もあるが、変化球を投げるのが難しく、相手にボールの握り方が見えてしまうため、現在ではほとんど用いられていない。
日本では、ファストピッチルールが一般的なルールとして認識されており、オフィシャルルールブックでも下記のスローピッチに対して、前のページに記載されている。国民スポーツ大会やインターハイなどで採用されているルールはこちらである。

### スローピッチルール
日本では、主に野球に近いファストピッチルールで行われているが、アメリカではレクリエーションとして打撃を楽しむためのスローピッチルールでのゲームをすることが多い。スローピッチルールは様々な年齢層の人々がソフトボールをプレーするために様々なルール上の違いがある。以下、主なファストピッチルールとの違いを記す。
- ピッチャーの投げる投球は山なりで1.5m - 3.0mの高さ（日本ソフトボール協会の場合）でなければならず、ウインドミル投法は禁止
- 2ストライク後のファウルは三振扱いされず特別な事情がない限りアウトにならない
- バント、盗塁、スライディング、ホームでのクロスプレーは禁止
- ワイルドピッチ、パスボールでも走者は進塁できない
- 予告敬遠可能[注 1]
- 死球（デッドボール）になっても、一塁に進むことができない
- 二塁、三塁も一塁と同様に駆け抜けてもオーバーランにはならない
- 守備はファストピッチルールの9人に1人を加えた10人で行い、ショートフィルダーと呼ばれる10人目の選手は、どこを守ってもよい

以上は、日本ソフトボール協会のルールブックで定められた一般的なルールであるが、これとは別に安全性を重視したルールが採用される場合がある。二塁、三塁にもダブルベースを設置、走者と守備側のクロスプレーによる危険性を排除するため、本塁（ホームプレート）とは別に走者が最後に踏むべきベースであるスコアリングプレートを設置するといった例がある。これらは、ジョイフル・スローピッチルール、 全日本健康スローピッチソフトボール連盟ルール で採用されている。
スローピッチソフトボールは、上記のようにレクリエーションの要素が強く個々の大会でローカルルールが採用される場合もあるため、事前にルールを確認することが望ましい。
また、日本の中学校において2012年から必修となる学校体育ソフトボールもスローピッチルールを基本としている。

### 主な野球との相違点
- 投手板はあるが、マウンドはなく、ピッチャーズサークル内も他のグラウンドと同じく平坦である。
- フィールドの形状は四分円が原則とされる。そのため、本塁から外野フェンスまでの距離はどこをとっても均一となる。また、芝は通常外野のみに敷かれ、内野部分は土のグラウンドが一般的である。
- 塁間は60.00フィート (18.29 m)で、野球の3分の2の距離である。また外野フェンスまでの最低距離も女子220.00フィート (67.06 m)、男子250.00フィート (76.20 m)と短めになっている。
- 一塁ベースはダブルベース（白色ベースとオレンジ色のベースがくっついたものであり、両方とも同じ大きさ）を用いる。このダブルベースの置き方は、白色ベースが内側、オレンジ色のベースが外側で、一塁線をまたぐように置く。基本的に野手は白色、打者走者はオレンジ色のベースを使用する（ただし、走者は白色ベースを使用しなければならない）。打者が打撃後、一塁で最初のプレーが行われる場合、打者走者は一塁上のクロスプレーによる野手との接触を避けるため、ファウルラインの外側に設けられたオレンジ色のベースを踏む。一塁を通過して次の塁に進塁する場合などは白色ベースを使用してもよい。
- 投球は、ウインドミルやスリングショット、エイトフィギュアのいずれかの下手投げで行う。この際、肘と手首が体側を通過しなければならない。腕の回転は2回以上回転させるとイリーガルピッチ（不正投球）となる。
- イリーガルピッチを行うと、打者には1ボール、走者がいる場合は1つの安全進塁権が与えられる。野球におけるボークもしくは反則投球に相当するが、走者ありの場合にも1ボールが与えられるという点で野球と異なる（野球も無走者の場合には1ボールが与えられるが、走者ありの場合には安全進塁権のみが与えられボールカウントは変動しない）。
- 球種にも野球と異なる点があり、ライズボールという下から浮き上がる変化球がある。また、反対に落ちるボールはドロップボールと呼ばれる。基本的にソフトボールの投球にはストレートという球種はなく、ライズ系のファストボール、ドロップ系のファストボールといった具合に呼ばれている。
- 野球のボールデッド、インプレーに加えて、ディレードデッドボールという一種のアドバンテージルールがある。
- ピッチャーが打者への投球でボールをリリースする瞬間より前に離塁をするとその走者はアウトとなり、その時の投球以降のプレーはすべて無効となる。基本的に投手がピッチャーズサークル（投手板の中心を基準にして半径2.44mの円）内に球を持って入っている場合は走者は離塁できない。
- イニングは7回制で行う。7回の裏終了時点で決着がつかない場合、8回からは無死二塁の状態から始まるタイブレークを用いた延長戦を行う。その際二塁走者は前のイニングで最後に打撃を完了した選手が入る（この際、二塁走者に代走を起用しても差し支えない）。
- スターティングメンバーのみ、一度交代し試合から退いた後も、もう一回のみ再び同じ打順に復帰することができるリエントリー制度がある。そのため、試合の序盤から代走が起用される事も珍しくない[6]。
- NPBのパシフィック・リーグ、MLBなどで採用されているDH制を発展させた形で、DP（Designated Player 指名選手）というルールがある。
  - 打撃を専門に行うDPと、DPの守備だけを代わりに行うFP（Flex Player）（DEFO, DEFence Only）をスターティングメンバーに入れる事ができ、その場合は10名で試合を行うことになる。
  - DPを使うか使わないかは任意であるが、スターティングメンバーにDPを使わなかった場合、試合途中からDPを使うことはできない。
  - FP（DEFO）の守備位置に制限はなく、どの守備位置につかせてもよい。
  - DP・FP（DEFO）の選手にもリエントリー（再出場）が認められる。
  - DPの選手はいつでもFP（DEFO）の選手の守備も兼ねることが出来る。また、FP（DEFO）の選手はいつでもDPの選手の打撃を兼ねることが出来る。
  - DPの選手とFP（DEFO）の選手が完全に入れ替わり、DPだった選手が守備のみを、FP（DEFO）だった選手が打撃のみを行うことはできない。
  - DPはいつでもFP（DEFO）以外の選手の守備も兼務する事が出来る。但し、兼務でのスタートは認められない（プレイボール直後の申告は認められる）
  - DPが守備を兼ねた選手は打撃だけを行う。（この選手を打撃専門選手（OPO/OFFENSIVE PLAYER ONLYと呼ぶ））つまり試合から退く（打順表から抜ける）ことはなく、打順が来れば打席に立つ。
  - DPがFP（DEFO）の守備を兼務した場合はFP（DEFO）は試合から退き、試合に出場している選手は10人から9人になる。
  - FP（DEFO）がリエントリー（再出場）する場合は、10人目の守備専門選手に戻る（出場選手は9人から10人）か、DPの打撃を兼ねる（出場選手は9人のまま）かのどちらかとなる。
  - DEFOという呼称は2006年からISF（国際）ルールではフレックスプレイヤー（Flex Player）と改められた。
  - 日本でも2010年のJSAルール改正でフレックスプレイヤーと改められた。

### ページシステム
オリンピックやワールドカップ（旧・世界選手権）などで採用されているトーナメント方式。
- 準決勝は予選の（A）1位と2位、（B）3位と4位が対戦し、（A）の試合の勝利チームは自動的に決勝戦へ、（B）の試合の敗者はその時点で負け抜けとなる。
- 翌日、準決勝（C）として、（A）敗者と（B）勝者が決勝戦進出のもう1つの枠をかけて対戦し、その勝者が準決勝（A）勝者と優勝を争う。
2004年のアテネ五輪では、準決勝3試合を8月22日の1日で一括して開催し、その翌日（23日）決勝を行った。

また2006年世界選手権（北京）では予選リーグの上位8カ国（各組4位まで）が出場しているため変則な方式が採用されている。
- （準々決勝）

A1位vsB2位（A）、B1位vsA2位（B）→それぞれの勝者は自動的に準決勝進出。
A3位vsB4位（C）、B3位vsA4位（D）→それぞれの勝者は前者はAの敗者と（E）、後者はBの敗者と（F）それぞれ敗者復活戦を行いそこで勝てば準決勝進出。
準決勝進出チームは成績上4位以上確保のため北京オリンピック出場権獲得
- （準決勝）

Aの勝者vsBの勝者（G）→勝者は自動的に決勝戦進出。
Eの勝者vsFの勝者（H）→勝者はGの敗者と3位決定戦（I）を行い、勝てば決勝戦進出。
- （決勝戦）

Gの勝者vsIの勝者による対戦で優勝を決める。
なお、中華人民共和国は当大会と北京五輪のホスト国であるため、ベスト4に入った場合には規定により準々決勝敗者復活戦におけるEの敗者vsFの敗者による5位決定戦（勝者が北京五輪出場）を行う。

## 用具

### ボール

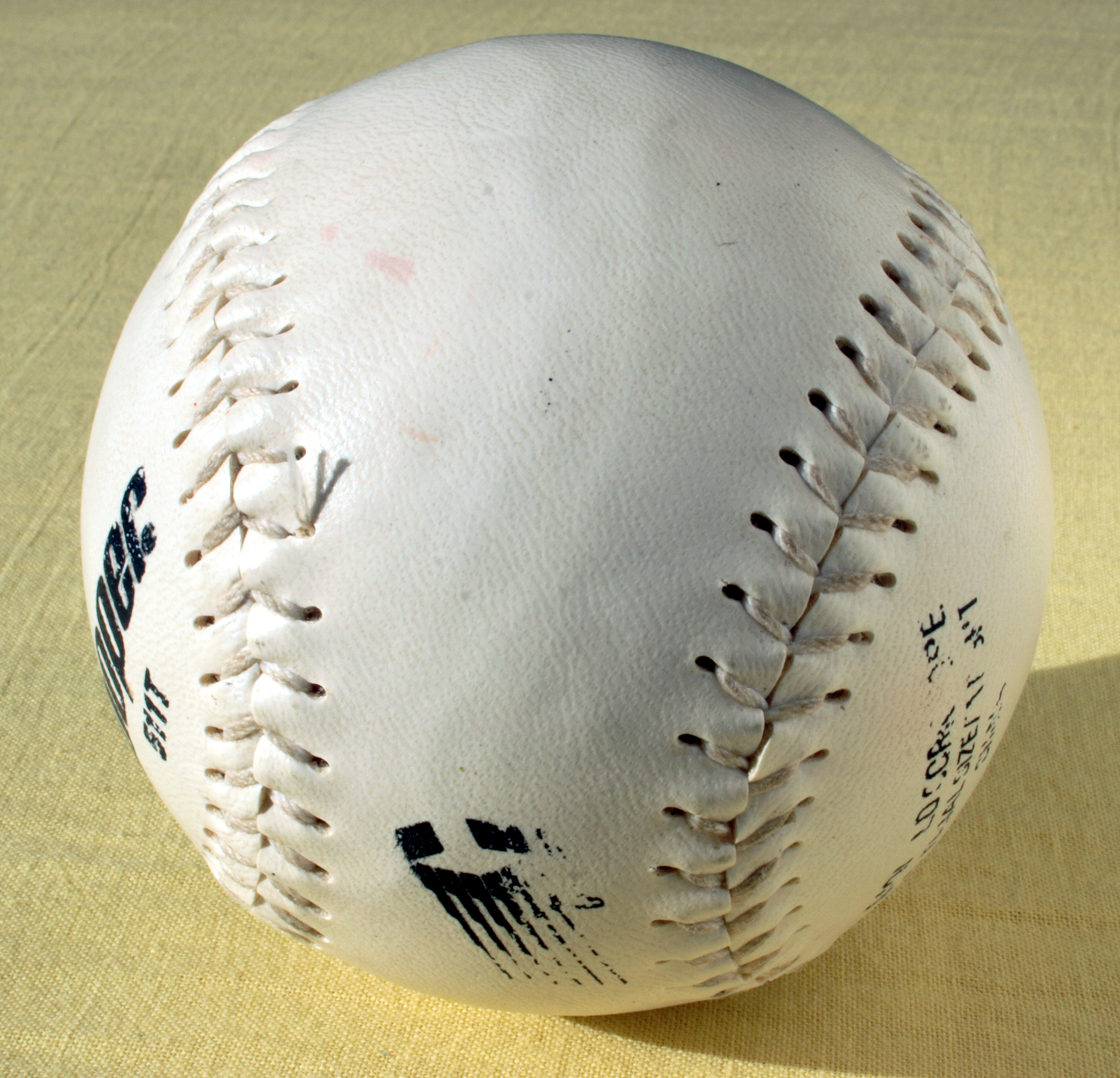
革製ソフトボール（白色球）

競技名と同じ「ソフトボール」と呼ばれる。野球同様、本来は皮革を縫い合わせたものを使用する。いくつかの大きさがあるが、国際大会などで使用されるのは12インチのものである。色は、皮革部分、縫い糸とも白色が一般的であるが、2002年より国際ソフトボール連盟（ISF）主催の国際試合などでは、皮革部分：黄色、縫い糸：赤のものが使用されるようになった。内部の芯にはコルクやカポック繊維、発泡ポリウレタンが用いられる。
日本ではそのほかに、ゴム製のものが公式球として認められており、
- 3号球：一般用。大きさは12インチのボールと同じで周囲が30.5 cm
- 2号球：小学生向け。周囲は28.6 cm
- 1号球：小学生・低学年向け。周囲は26.7 cm。小学生の体力テストの「ソフトボール投げ」はこのボールを使用している。小学生の陸上競技大会では2016年からジャベリックボール投げに変更されている。

ゴムボールも白色が基本だが、全面を黄色とするものは練習球として市販されている。実業団では革製のボールを使用しているため、グローブで受ける際ゴムよりも痛みを感じやすい。
| 名称              | 周囲と誤差         | 重さと誤差         |
| ----------------- | ------------------ | ------------------ |
| 1号ボール（ゴム） | 26.70 cm ± 0.32 cm | 141 g ± 5 g        |
| 2号ボール（ゴム） | 28.58 cm ± 0.32 cm | 163 g ± 5 g        |
| 3号ボール（ゴム） | 30.48 cm ± 0.32 cm | 190 g ± 5 g        |
| 3号ボール（革）   | 30.48 cm ± 0.32 cm | 187.82 g ± 10.63 g |

### バット
ソフトボールは野球と比較すると、野球より細いバットで打つ。
国内では、ボールに対応する3種のバットがあり、使用するボールに対応したバットを使わねばならない。
- 3号バット：3号球を使用する場合にはこのバットを使わねばならない。なお、革ボール対応のものと、ゴムボール専用のものの区別がある。
- 2号バット：2号球を使用する場合に使われる。
- 1号バット：1号球を使用する場合に使われる。

材質は、木が基本で竹製なども認められているが、現在市販されている公認バットはほぼ全てアルミ等の金属製品やセラミックス製品で、グリップ部分には安全用のテープを巻くことになっている。
| 名称      | 長さ         | もっとも太い部分 の直径と誤差 | 重 さ       | 安全グリップ            |
| --------- | ------------ | ----------------------------- | ----------- | ----------------------- |
| 1号バット | 78.8 cm以内  | 5.08 cm以内 ＋ 0.79 mm        | 1.08 kg以内 | 23.1 cm以上 34.6 cm以内 |
| 2号バット | 81.3 cm以内  | 5.08 cm以内 ＋ 0.79 mm        | 1.08 kg以内 | 23.8 cm以上 35.8 cm以内 |
| 3号バット | 86.36 cm以内 | 5.72 cm以内 ＋ 0.79 mm        | 1.08 kg以内 | 25.4 cm以上 38.1 cm以内 |

このように各号のバットについては下限規定がない項目が多い。従って、極端な場合ではあるが、例えば長さ78.8 cm、最大直径5.150 cm、質量700 g、安全テープが34 cmのバットは1 - 3号のいずれにも適合する。無論、同一バットが複数の号の認定を受けることは出来ない。しかし、小学生の場合には現実に1号にも適合するバットが2号バットとして販売されていることが多い。従って、購入時には号数よりも長さや質量に注意して、自分に合ったものを選択することが肝要である。

## 各地域のソフトボール
アメリカ大陸のアメリカ合衆国・カナダ・プエルトリコ・キューバ・メキシコ・ベネズエラ、アジアの日本・中国・台湾・フィリピン、オセアニアのオーストラリア・ニュージーランド、ヨーロッパのオランダ・イタリア、アフリカの南アフリカ共和国・ボツワナなどで女性を中心に行われている。特にアメリカではレクリエーション・スポーツとして認識され、ソフトボール専用のフィールドも存在する。

## 国際大会

### オリンピック
夏季オリンピックでは、1996年アトランタオリンピックにて、女子のみが男子野球と共に正式競技になった。当初はアトランタ大会限定とされたが、その後2008年の北京大会まで開催された。
しかし、「五輪の肥大化に歯止めをかける」との国際オリンピック委員会（IOC）の方針により、2012年ロンドン大会では、野球と共に正式競技から外された。このため、関係者は2016年大会での復活を目指し、除外決定直後からPR活動を続けたものの、IOCは2009年8月13日、2016年大会の開催競技には加えないことを決定した。
これらの過程では、女子が盛んでない野球のジェンダー批判を低減するためソフトボールとの統合した国際競技連盟WBSCがつくられ統合競技「野球ソフトボール」として扱われている。競技からの除外については、共に日米などの一部主要国以外の国々（特に欧州）で普及度が高いとはいえないこと、さらに野球でメジャーリーグ選手の出場がなく、世界最高レベルの競技が行われていないことが理由とされている。復活が成らなかったのも同じ理由とされたが、当該決定において追加候補とされたゴルフは既に様々な“頂上決戦”が存在するのに、ソフトボールにとって頂上決戦は五輪しかなく、五輪で行われることによってより普及が図れるとして、関係者から異論が出された。2020年東京オリンピックでは、野球男子とソフトボール女子の1競技2種目が追加種目として、2008年北京大会以来の復帰が決定した。また、2024年パリオリンピックでは実施されないことが決定した。

### ワールドゲームズ
IOC後援国際競技大会のワールドゲームズでは、第1回大会のワールドゲームズ1981では男女の2種目が実施され、その次のワールドゲームズ1985では女子1種目が実施された。オリンピックから除外されたのちのワールドゲームズ2009、ワールドゲームズ2013では女子種目が公開競技として実施された。ワールドゲームズ2022では女子種目が正式競技として実施され、ワールドゲームズ2025では男女の2種目が正式競技として実施される。

### WBSC女子ソフトボールワールドカップ
世界野球ソフトボール連盟（WBSC）が主催している国際大会。旧称「世界女子ソフトボール選手権」。U-18（18歳以下）、U-15（15歳以下）の大会もある。
1965年に初開催。第2回大会（1970年）から第11回大会（2006年）まで4年ごと、第12回大会（2010年）からは2年ごとに開催されている。
日本で開催された2018年大会の出場枠は16チーム
- 開催国（1）
- アジア（3）
- オセアニア（2）
- 南北アメリカ（5）
- ヨーロッパ（3）
- アフリカ（2）

## 各国のソフトボールリーグ

### アメリカ合衆国のソフトボールリーグ

#### ウィメンズ・プロフェッショナル・ファストピッチ
かつてはMLBの女子ソフトボール版に相当するナショナル・プロ・ファストピッチ（NPF）が開催されていた（2021年解散）。NPFの解散後、ウィメンズ・プロフェッショナル・ファストピッチ（WPF）が設立されたが、国内リーグは規模縮小傾向にあり、活躍の場を求めて日本のJDリーグに移籍する選手も多い。

#### アスリーツ・アンリミテッド・プロ・ソフトボール
2020年にはアスリーツ・アンリミテッド・ソフトボール（AU）が立ち上がった。これは従来のスポーツリーグとは形態が異なり、選手は特定のチームに所属せずに開催週ごとにチーム編成が刷新される。出場選手は各試合での活躍に応じてポイントが加算され、シーズン終了時点でポイントランキング1位の選手がチャンピオンとなる。

### 日本のソフトボールリーグ

#### 女子リーグ

##### JDリーグ
2022年に創設された国内最上位リーグ。日本代表選手はもちろんのこと、アメリカ代表をはじめとする海外のトッププレイヤーも多く参戦している。16チーム（東・西地区に8チームずつ）が所属しており、近年はビックカメラ高崎ビークイーンとトヨタレッドテリアーズが二強と見なされている。
- 東地区（ホンダリヴェルタ、ビックカメラ高崎ビークイーン、太陽誘電ソルフィーユ、戸田中央メディックス埼玉、日立サンディーバ、大垣ミナモ、NECプラットフォームズレッドファルコンズ、デンソーブライトペガサス）
- 西地区（トヨタレッドテリアーズ、豊田自動織機シャイニングベガ、東海理化チェリーブロッサムズ、日本精工ブレイブベアリーズ、SGホールディングスギャラクシースターズ、SHIONOGIレインボーストークス、伊予銀行ヴェールズ、タカギ北九州ウォーターウェーブ）

##### 日本女子ソフトボールリーグ
2021年までは国内最上位リーグであった。JDリーグ創設後は事実上の下位リーグとして存続しているが、JDリーグとの間に昇降格制度はない。12チームが所属。プラチナセクションとサファイアセクションに分かれており、毎年各セクションに6チームずつ振り分けられる。
- プラチナ（大和電機工業、YKK、MORI ALL WAVE KANOYA、ペヤング、ルネス紅葉スポーツ柔整専門学校、VONDS市原）
- サファイア（靜甲、Citrine Ichinomiya、花王コスメ小田原フェニックス、厚木SC、平林金属Peachblossoms、小泉病院Blue Arrows）

#### 男子リーグ

##### 日本男子ソフトボールリーグ
- 東日本リーグ（デンソー、埼玉県庁クラブ、ホンダエンジニアリング、YKK、豊田自動織機、トヨタ自動車、岐阜エコデンSC、大阪グローバル、XFLAG）
- 西日本リーグ（ダイワアクト、平林金属、旭化成、大阪桃次郎、高知パシフィックウェーブ、ジェイテクト、オール福岡、Neo長崎、愛媛ウエスト）

## 大学ソフトボール

### アメリカ合衆国の大学ソフトボール
全米大学体育協会（NCAA）が主催するカレッジソフトボール（女子ソフトボールの大学リーグ）が非常に盛んである。最高峰のNCAAディビジョンIは例年2-6月にかけて開催される。2-5月にかけて各カンファレンス大会を実施後、64チームが5-6月に開催される全国大会に駒を進める。そこで勝ち残った8チームが、6月上旬にオクラホマシティにあるアメリカソフトボール殿堂博物館に隣接するデヴォン・パークで行われるウィメンズ・カレッジ・ワールドシリーズ（WCWS）に進出する。伝統的にUCLA（UCLAブルーインズ）とアリゾナ大学（アリゾナ・ワイルドキャッツ）が好成績を収めているが、近年はオクラホマ大学（オクラホマ・スーナーズ）も台頭している。

### 日本の大学ソフトボール

#### 女子
日本体育大学（2023年時点でインカレ優勝20回（歴代最多））、東京女子体育大学（優勝15回）、園田学園女子大学（優勝8回）が強豪校として知られており、日本代表選手も多く輩出している。これらに加え、中京大学、環太平洋大学（IPU）、日本文理大学などの卒業生が近年多くJDリーグに在籍している。

#### 男子
日本体育大学（2009年度インカレ優勝-最多優勝回数28回）、国士舘大学（優勝4回）、早稲田大学（優勝4回）の3校がずば抜けた実力を持っている。
近年では中京大学、中京学院大学なども力をつけてきている。
- 関西リーグ
京都産業大学、立命館大学、神戸学院大学、同志社大学、関西大学が他を圧する実力を持っているが、他の地域に比べ中堅層（大阪体育大学、四天王寺大学、京都大学など）が厚い。

以下は順不同、2008年（平成20年）3月現在の状況。
- 東海リーグ
15大学参加、2部制リーグ。近年、中京大学、中京学院大学がほかの大学を圧倒。次点に岐阜聖徳学園大学などが続く。
1部：中京大学、中京学院大学、岐阜聖徳学園大学、日本福祉大学、愛知大学、愛知学院大学
2部：名古屋大学、静岡大学、愛知教育大学、名古屋商科大学、中部大学、常葉大学、南山大学、名城大学、東海学園大学
- 東京都リーグ
日本体育大学、国士舘大学、早稲田大学の3校を擁し、大学では最もレベルが高いリーグとされている。以下は2023年時点での順位である。
1部：日本体育大学・早稲田大学・国士舘大学・中央大学・日本大学・桜美林大学
2部：慶應義塾大学・東京大学・成蹊大学・帝京大学・明治大学・立教大学・東洋大学・東京学芸大学

ほかに関東リーグがある。

## 高校ソフトボール

### 日本の高校ソフトボール

#### 女子
1980年代から2000年頃にかけては夙川学院（兵庫）、星野女子（埼玉）、厚木王子（旧厚木商業、神奈川）などが全国的な強豪校として知られていた。特に夙川学院は1987年から1991年にかけてインターハイを5連覇するなど圧倒的な力を持っていたが、2018年を最後に廃部となった。
近年では、星野（星野女子から改称）、厚木商業に加え、花巻東（岩手）、木更津総合、千葉経済大附属（千葉）、目黒日本大（東京）、東海学園、星城（愛知）、京都西山（京都）、兵庫大須磨ノ浦（兵庫）、創志学園（岡山）、福岡大若葉（福岡）、佐賀女子（佐賀）、神村学園（鹿児島）などが有力校としてあげられ、多くの卒業生が日本代表やJDリーグで活躍している。

#### 男子
2000年以降、大村工業（長崎）が全国的な強豪校として知られている。

## 主要大会一覧
- オリンピック
- ワールドゲームズ
- WBSC女子ソフトボールワールドカップ（U-18・U-15）
- WBSC男子ソフトボールワールドカップ
- アジア競技大会
- 女子ソフトボールアジアカップ
- 男子ソフトボールアジアカップ
- 皇后盃全日本総合女子ソフトボール選手権大会
- 全日本総合男子ソフトボール選手権大会
- 全日本実業団女子ソフトボール選手権大会
- 全日本実業団男子ソフトボール選手権大会
- 全日本クラブ女子ソフトボール選手権大会
- 全日本クラブ男子ソフトボール選手権大会
- 全日本大学ソフトボール選手権大会
- 全日本高等学校ソフトボール選手権大会
- 全国高等学校ソフトボール選抜大会
- 全国中学校ソフトボール大会
- 国民スポーツ大会
- USAソフトボール・インターナショナルカップ
- カナダカップ国際ソフトボール大会（英語版）
- ジャパンカップ国際女子ソフトボール大会
- 日米対抗ソフトボール

## ソフトボールを題材とした作品

### 漫画
- ウインドミル（橋口たかし）
- しまっていこー!（伊藤実）
- スローステップ（あだち充）
- ソフトボールは好きかしら?（中村かなこ）
- 千秋しまってこー!!（重野なおき）
- 美晴♥ライジング（大谷じろう）
- ライジング（わたべ淳）
- 高校デビュー（河原和音）

### 映画
- ソフトボーイ（2010年公開）
- 私たちの時代（2011年公開）
- ソフテン!（2014年公開）

### テレビアニメ
- ふたりはプリキュア Splash Star（日向咲）

### テレビドラマ
- 初森ベマーズ（2015年）

### ノンフィクション
- 回れ、風車（山際淳司）

## ソフトボール経験のある著名人

### アスリート
- 岡本綾子（プロゴルファー）
- 小林浩美（プロゴルファー）
- 渋野日向子（プロゴルファー）
- 藤井かすみ（プロゴルファー）
- 藤岡奈穂子（プロボクサー）
- 岩田みゆき（競輪選手）
- 小林莉子（競輪選手）
- 奈良岡彩子（競輪選手）
- 三浦永理（競艇選手）

### 芸能人
- 今いくよ・くるよ（芸人）
- 大川成美（グラビアアイドル）
- 逢坂良太（声優）
- 熊田曜子（グラビアアイドル）
- 酒井法子（女優）
- 坂本冬美（演歌歌手）
- 白石麻衣（元乃木坂46）
- 田村真佑（乃木坂46）
- ダレノガレ明美（女優）
- 茅原実里（声優）
- 羽田美智子（女優）
- 北斗晶（元プロレスラー、タレント）
- 北陽（お笑いコンビ）
- まひる（ガンバレルーヤ、芸人）

### アナウンサー
- 梅津弥英子（フジテレビアナウンサー）
- 塩﨑実央（NHKアナウンサー）
- エリザベス・ハッセルベック（司会者）

## 符号位置
| 記号 | Unicode | JIS X 0213 | 文字参照            | 名称     |
| ---- | ------- | ---------- | ------------------- | -------- |
| 🥎   | U+1F94E | -          | &#x1F94E; &#129358; | SOFTBALL |